# 히라오 유키
히라오 유키(일본어: 平尾 由希, 1978년 10월 20일 ~ )는 일본의 아나운서이다.

## 학력
- 오차노미즈 여자대학

## 경력
- NHK 아나운서

## 진행 프로그램
- NHK BS 뉴스